# کودک مریخی
کودک مریخی (به انگلیسی: Martian Child) فیلمی محصول سال ۲۰۰۷ و به کارگردانی منو میس است. در این فیلم بازیگرانی همچون جان کیوسک، آماندا پیت، سوفی اوکوندو، اولیور پلات، بابی کولمن، جون کیوسک، آنجلیکا هیوستون، ریچارد شیف و هاورد هسمن ایفای نقش کرده‌اند.